# Худайбердиев, Сердар
Сердар Худайбердыев (туркм. Serdar Hudaýberdiýew; род. 11 ноября 1986, Чарджоу, Туркменская ССР) — туркменский боксёр-профессионал. Чемпион чемпионата Азии 2009. Мастер спорта международного класса по боксу. Сердар был удостоен чести нести флаг Туркменистана на открытии летних Олимпийских игр в Лондоне.

## Биография
Сердар Худайбердыев родился в 1986 году в Лебапском велаяте. Окончил Национальный институт спорта и туризма Туркменистана. Входит в состав школы высшего спортивного мастерства Туркменистана Госкомитета страны по туризму и спорту. В Туркменистане его тренировали Шохрат Курбанов и Язмухаммет Паззыев.
Впервые выиграл «золото» Чемпионата Туркменистана в 2002 году.
В 2009 году сенсационно завоевал золотую медаль на чемпионате Азии в Китае среди мужчин, и на чемпионате мира в Италии вошёл в пятерку лучших боксёров планеты. По итогам 2009 года был признан лучшим спортсменом Туркменистана.
В 2012 году обеспечил себе путёвку на Олимпиаду в Лондоне на весеннем квалификационном чемпионате Азии среди мужчин в весовой категории до 64 килограммов. На Кубке Туркменистана по боксу среди мужчин 2012 года в финале уже на первой минуте первого раунда мощным ударом послал своего соперника Мурада Паззыева в тяжёлый нокдаун.
Участвовал в Универсиаде 2013 в Казани. На Чемпионате мира по боксу 2013 года дошёл до 1/8, проиграв российскому боксёру Александру Беспутину.
В 2014 году, на Азиатских играх завоевал бронзовую медаль.
В мае 2015 года подписал профессиональный контракт с промоутерской компанией «Звезда Давида» (Нью-Йорк, США), став первым боксёром-профессионалом в Туркменистане. 6 февраля 2016 года в Детройте состоялся его дебют в профессиональном боксе, техническим нокаутом был побеждён американец Кевин Шекс.

## Бои и достижения
Многократный чемпион Туркменистана.
Участник Летней Универсиады 2013 г. в Казани (69 кг).
Участник Чемпионата мира 2013 года в Алма-Ате (69 кг).
Участник Олимпийских Игр 2012 в Лондоне (до 64 кг).
Участник олимпийского квалификационного турнира в Астане (12.04.2012).
Участник Чемпионата мира по боксу в Милане (2009) (60 кг). Участник Чемпионата Азии по боксу 2011 года в Инчхоне (Южная Корея) (до 64 кг).

## Международные турниры
| Дата             | Турнир                                       | Место проведения          | Весовая категория                                  | Соперник           | Результат | Дополнительно |
| ---------------- | -------------------------------------------- | ------------------------- | -------------------------------------------------- | ------------------ | --------- | --- |
| 6 февраля 2016   |                                              | Детройт, США              | 69 кг (полусредний вес)                            | Кевин Шекс         |           | |
| 22 октября 2013  | Чемпионат мира 2013                          | Алматы, Казахстан         | 69 кг (полусредний вес, welterweight)              | Александр Беспутин | 0 — 3     | (29:27, 29:27, 29:27) 1/16 финала. Выбыл из турнира. |
| 16 октября 2013  | Чемпионат мира 2013                          | Алматы, Казахстан         | 69 кг (полусредний вес, welterweight)              | Линдел Марселлин   | 0 — 3     | 1/32 финала. Вошёл в 1/16 финала. |
| 31 июля 2012     | Летние Олимпийские Игры 2012                 | Лондон, Великобритания    | 64 кг (первый полусредний вес, light welterweight) | Манодж Кумар       | 7 : 13    | 1/16 финала. Выбыл из турнира. |
| 6 июля 2013      | Летняя Универсиада 2013                      | Казань, Татарстан, Россия | 69 кг (полусредний вес, welterweight)              | Онур Шипал         | 0 — 3     | 1/16 финала. Выбыл из турнира. |
| 12 апреля 2012   | Олимпийский квалификационный турнир в Астане | Астана, Казахстан         | 64 кг (первый полусредний вес, light welterweight) | Данияр Елеусинов   | 0 — 3     | Финал. Сердар Худайбердиев не вышел на ринг. |
| 10 сентября 2009 | Чемпионат мира по боксу 2009                 | Милан, Италия             | 60 кг (лёгкий вес, lightweight)                    | Хосе Педразе       | 0 — 3     | 1/4 финала. Выбыл из турнира. Результат С. Худайбердыева также абсолютно лучший за все время выступлений туркменских боксёров на Чемпионатах мира по версии AIBA. |

## Национальные первенства
| Дата         | Турнир                         | Место проведения      | Весовая категория                                  | Соперник | Результат | Дополнительно                                        |
| ------------ | ------------------------------ | --------------------- | -------------------------------------------------- | -------- | --------- | ---------------------------------------------------- |
| Декабрь 2012 | Чемпионат Туркменистана — 2012 | Ашхабад, Туркменистан | 64 кг (первый полусредний вес, light welterweight) | ?        | 3 — 0     | 1 место. Вошёл в национальную сборную Туркменистана. |
| Декабрь 2011 | Чемпионат Туркменистана — 2011 | Ташауз, Туркменистан  | 64 кг (первый полусредний вес, light welterweight) | ?        | 3 — 0     | ? место.                                             |
| Декабрь 2010 | Чемпионат Туркменистана — 2010 | city, Туркменистан    | 64 кг (первый полусредний вес, light welterweight) | ?        | 3 — 0     | место                                                |
| Декабрь 2009 | Чемпионат Туркменистана — 2009 | city, Туркменистан    | 60 кг (лёгкий вес, lightweight)                    | ?        | 3 — 0     | место                                                |
| Декабрь 2008 | Чемпионат Туркменистана — 2008 | city, Туркменистан    | 60 кг (лёгкий вес, lightweight)                    | ?        | 3 — 0     | место                                                |

## Оценки боксёрских качеств
Валерий Рачков (чемпион мира-1978), тренер Александра Беспутина, высоко оценил боксёрские качества Сердара Худайбердиева.
Мощь — вот за счёт чего в этом бою выиграл Беспутин, — сказал Валерий Рачков. — Я давно знаю его соперника — туркменского боксёра. Опыт у него огромный и своеобразная манера боксирования, очень неудобная для Александра: нарезает круги по рингу, не подпускает к себе, бьёт издали. Если бы Александр начал с ним играть, проиграл бы. Хотя, на мой взгляд, первый раунд он всё-таки проиграл — просто был далеко от соперника, не догонял, дал ему возможность гулять по рингу, чувствовать себя в своей стихии. Но потом, когда туркменский боксёр подустал и подсел, Александр подобрался к нему поближе, стал поджимать и, в конце концов, сломал. Особенно в третьем раунде, когда Худайбердыеву дали сначала предупреждение, а потом — отсчитали нокдаун.
.